# Список глав урядів і держав, які загинули в авіаційних катастрофах
Відомі Глави держав та керівники урядів, які загинули в результаті авіаційних катастроф.

## Глави урядів і держав
| Ім'я                             | Назва                                             | Дата            | Місце                     | Країна                           | Тип                            | Модель літака                        |
| -------------------------------- | ------------------------------------------------- | --------------- | ------------------------- | -------------------------------- | ------------------------------ | ------------------------------------ |
| Адольф II (князь Шаумбург-Ліппе) | Останній правитель Шаумбург-Ліппе.                | 25 березня 1936 | Зумпанґо                  | Мексика                          | Аварія літака                  | Ford Trimotor                        |
| Арвід Ліндман                    | Колишній Прем'єр-міністр Швеції                   | 9 грудня 1936   | Кройдон, Лондон           | Велика Британія                  | Аварія літака                  | Douglas DC-2                         |
| Хосе Фелікс Естіґаррібія         | Президент Парагваю                                | 7 вересня 1940  | Алтос                     | Парагвай                         | Аварія літака                  | Potez 25                             |
| Владислав Сікорський             | Прем'єр-міністр Польщі (в екзилі)                 | 4 липня 1943    | Гібралтар                 | Велика Британія                  | Аварія літака                  | Consolidated B-24 Liberator          |
| Рамон Магсейсей                  | Президент Філіппін                                | 17 березня 1957 | Баламбан, Себу            | Філіппіни                        | Аварія літака                  | Douglas C-47 Skytrain                |
| Бартель Боганда                  | Прем'єр-міністр Центральноафриканської республіки | 29 березня 1959 | Boukpayanga               | Центральноафриканська Республіка | Аварія літака                  | Nord Noratlas                        |
| Абдул Салам Аріф                 | Президент Іраку                                   | 13 квітня 1966  | Багдад                    | Ірак                             | Аварія літака                  | de Havilland Dove                    |
| Рене Барр'єнтос                  | Президент Болівії                                 | 27 квітня 1969  | Арке, Кочабамба           | Болівія                          | Аварія гелікоптера             | MD Helicopters MD 500                |
| Лінь Бяо                         | Віце-прем'єр Китайської Народної Республіки       | 13 вересня 1971 | Ундерхаан                 | Монголія                         | Аварія літака                  | Hawker Siddeley Trident              |
| Дземан Біжедік                   | Прем'єр-міністр Югославії                         | 18 січня 1977   | Крешево                   | СФРЮ                             | Аварія літака                  | Learjet 25                           |
| Ахмед ульд Бусейф                | Лідер військової хунти Мавританії                 | 27 січня 1979   | Дакар                     | Сенегал                          | Аварія літака                  | de Havilland Canada DHC-4 Caribou    |
| Франсішку Са Карнейру            | Прем'єр-міністр Португалії                        | 4 грудня 1980   | Камарате, Лоуреш          | Португалія                       | Аварія літака                  | Сессна                               |
| Хайме Рольдос Агілера            | Президент Еквадору                                | 24 травня 1981  | Huairapungo               | Еквадор                          | Аварія літака                  | Beechcraft Super King Air            |
| Омар Торріхос                    | військовий лідер Панами                           | 31 липня 1981   | Пенономе                  | Панама                           | Аварія літака                  | De Havilland Canada DHC-6 Twin Otter |
| Самора Машел                     | Президент Мозамбіку                               | 19 жовтня 1986  | Mbuzini, Гори Лубомбо     | ПАР                              | Аварія літака                  | Ту-134                               |
| Рашід Караме                     | Прем'єр-міністр Лівану                            | 1 червня 1987   | Бейрут                    | Ліван                            | Аварія літака                  | Aérospatiale SA 330 Puma             |
| Зія-уль-Хак Мохаммад             | Президент Пакистану                               | 17 серпня 1988  | Бахавалпур                | Пакистан                         | Аварія літака                  | Lockheed C-130 Hercules              |
| Жувеналь Габ'ярімана             | Президент Руанди                                  | 6 квітня 1994   | Кігалі                    | Руанда                           | Аварія літака                  | Dassault Falcon 50                   |
| Сіпрієн Нтар'яміра               | Президент Бурунді                                 | 6 квітня 1994   | Кігалі                    | Руанда                           | Аварія літака                  | Dassault Falcon 50                   |
| Абдул Рахім Гафорзай             | Прем'єр-міністр Афганістану                       | 21 серпня 1997  | Баміан                    | Афганістан                       | Аварія літака                  | Ан-32                                |
| Борис Трайковський               | Президент Республіки Македонії                    | 26 лютого 2004  | Мостар                    | Боснія і Герцеговина             | Аварія літака                  | Beechcraft Super King Air            |
| Джон Гаранг                      | Віце-президент Судану                             | 30 липня 2005   | New Cush, Південний Судан | Південний Судан                  | Аварія гелікоптера             | Mil Mi-17                            |
| Мухаммаду Масідо                 | Султан Сокото                                     | 29 жовтня 2006  | Абуджа                    | Нігерія                          | Аварія літака                  | Boeing 737                           |
| Лех Качинський                   | Президент Польщі                                  | 10 квітня 2010  | Смоленськ                 | Росія                            | Катастрофа Ту-154 в Смоленську | Ту-154                               |
| Ришард Качоровський              | Останній президент Польщі у вигнанні              | 10 квітня 2010  | Смоленськ                 | Росія                            | Катастрофа Ту-154 в Смоленську | Ту-154                               |

## Міжнародні організації
| Ім'я            | Назва                        | Дата            | Місце | Країна                          | Тип           | Модель літака |
| --------------- | ---------------------------- | --------------- | ----- | ------------------------------- | ------------- | ------------- |
| Даґ Гаммаршельд | ООН Генеральний секретар ООН | 18 вересня 1961 | Ндола | Федерація Родезії та Ньясаленду | Аварія літака | Douglas DC-6  |